# East Fairview
East Fairview è un census-designated place (CDP) degli Stati Uniti d'America, situato nello Stato del Dakota del Nord, nella contea di McKenzie. Secondo il censimento del 2020 gli abitanti di East Fairview ammontavano a 73.